# Viburnum alpinum
Viburnum alpinum är en desmeknoppsväxtart som beskrevs av Macf. Viburnum alpinum ingår i släktet olvonsläktet, och familjen desmeknoppsväxter. Inga underarter finns listade i Catalogue of Life.